# コンクリート (香料)
香水におけるコンクリート（英語: concrete）は、新鮮な植物の溶媒抽出によって得られる蝋状の塊である。通常、アブソリュートの製造に使用される。

## コンクリートの原料
コンクリートは天然の植物、主に花から作られる。最もよく使われる天然の花は、バラ、ラベンダー、ジャスミン、チューベローズ、 キズイセン、イランイランなどである。

## 製造方法

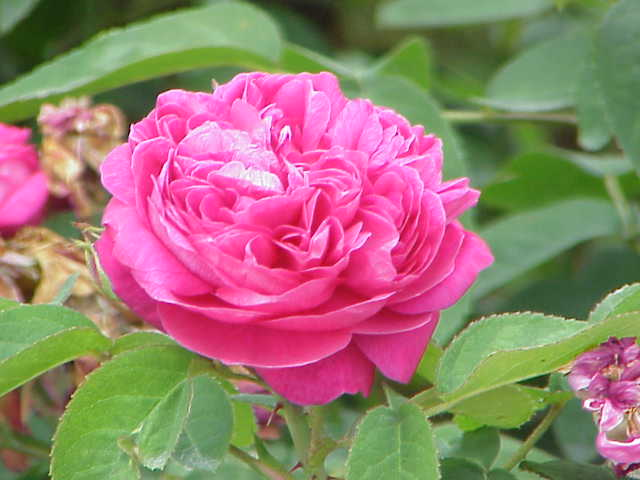
ダマスク・ローズ。ローズ・アブソリュートの原料となるローズ・コンクリート製造に使用される。ローズは香水に使われる最もポピュラーな天然花のひとつ。

コンクリートを作るには、新鮮な植物を非極性溶媒で抽出する。溶媒を蒸発させると、エッセンシャルオイル、ワックス、樹脂、その他の油溶性植物化学物質の半固形残留物が残る。
抽出に使用する溶媒は、極性と沸点に注意して選ぶ必要がある。沸点が高すぎると、熱で失活しやすい化合物が破壊され、蒸発時に特定の香料成分が失われる可能性がある。
蒸発後の残渣は、ほとんどが重い不揮発性物質からなり、コンクリートが「ワックス状」になる。
植物原料を溶剤で処理する前に高圧にかけると、コンクリートの収率が大幅に向上することが判明している。高圧によって細胞が破裂し、植物に含まれるグルコシドとジアスターゼがより自由に反応できるようになるためである。

## 用途
コンクリートの主な用途はアブソリュートの製造である。アブソリュートを製造する一般的なプロセスには、コンクリートをエタノールで抽出し、残留物を除去するために低温濾過をおこない、エタノールを蒸留除去することがある。
アブソリュートは、高濃度で芳香のある油性の混合物である。エッセンシャルオイルに似ているが、より溶けやすく、香りが長く持続する。アブソリュートはエタノールに完全に溶け、香水の原料として使用できる。これとは対照的に、コンクリートは重い物質で構成されているため、エタノールには部分的にしか溶けない。そのため、まずアブソリュートにしなければ、直接香水を作ることはできない。また、不溶性であるため、石鹸の香料としても使用される。

## 問題点
香水製造にコンクリートを使用する際の第一の問題は、特に容器が強い光にさらされた場合、その抽出物が数ヶ月後に腐敗する可能性がある点である。
第二の問題は、コンクリート中の残留農薬である。コンクリートを製造するための天然原料の栽培は、農薬を使用する単一栽培技術によって行われることが多い。天然原料に使用される農薬に関する国際的な規制はまだ統一されていない。ヨーロッパでは、欧州議会および欧州理事会の規則396/2005/CEおよび規則1107/2009により、残留農薬の上限目標値が0.01 mg kg-1に設定されている。しかし現在、コンクリート試料中の残留農薬量が安全かどうかを示す普遍的な分析方法はない。ガスクロマトグラフィーを用いたこれまでの分析では、コンクリート試料の複雑な混合物のさまざまな成分の影響を大きく受けていた。そのため、コンクリート中の農薬量の分析は不正確だった可能性が高い。コンクリート中の農薬が安全基準値を超えると、健康被害につながる可能性がある。